# Angst
Angst  é uma palavra alemã, dinamarquesa, norueguesa e holandesa para medo, ansiedade ou angústia. É usada para descrever um  intenso conflito psíquico ou existencial. O termo Angst diferencia-se da palavra Furcht ("medo" em alemão), que se refere normalmente a uma ameaça material, enquanto Angst normalmente é uma emoção não direcional.

## Existencialismo
Os filósofos existencialistas usam o termo Angst com outro significado. Esse outro significado foi primeiramente atribuído ao filósofo dinamarquês Søren Kierkegaard (1813–1855). Em O Conceito de Angústia, Kierkegaard usou a palavra Angst para descrever uma profunda condição de insegurança e medo na vida humana. Enquanto que o animal é escravo de seus instintos mas sempre consciente em suas próprias ações, Kierkegaard acreditava que a liberdade inerente às pessoas deixa os humanos em um estado constante de medo no tocante a falhar com suas responsabilidades perante Deus. O conceito de Angst, tal como formulado por  Kierkegaard, é considerado um importante trampolim para o existencialismo do Século XX. Enquanto o sentimento de angústia para Kierkegaard é o medo da responsabilidade real de Deus, no uso contemporâneo, o entendimento do termo foi ampliado pelos existencialistas para incluir a frustração geral associada ao conflito entre as responsabilidades reais consigo mesmo, e com os próprios princípios, e outros (possivelmente incluindo Deus). Heidegger usou-o de uma forma ligeiramente diferente, mas também relacionando-o com a  angústia.

## Artigos relacionados
- Alienação
- Angústia
- Ansiedade
- Existencialismo
- Herói byroniano, um arquétipo rebelde na literatura, descrito por Lord Byron em 1812, como atitudes similares às de angst.
- Ira
- Kafkiano